# Cantonul Sauve
Cantonul Sauve este un canton din arondismentul Le Vigan, departamentul Gard, regiunea Languedoc-Roussillon, Franța.

## Comune
- Canaules-et-Argentières
- Durfort-et-Saint-Martin-de-Sossenac
- Fressac
- Logrian-Florian
- Puechredon
- Saint-Jean-de-Crieulon
- Saint-Nazaire-des-Gardies
- Sauve (reședință)
- Savignargues